# Dirk III. Brederodski

Dirk III. Brederodski (ok. 1308 – Haarlem, 11. november 1377) je bil gospod Brederodski.

## Življenje

### Družina
Dedek Dirka III. Dirk II. Brederodski (1256-1318) je imel dva sinova: Viljema in Henrika. Viljem je bil najstarejši in se je poročil z Elizabeto (tudi Elsbee ) Kleveško, toda ko je leta 1316 umrl pred svojim očetom, je bil njegov sin Dirk III. star le približno 8 let. Tistega leta se je Dirkov dedek poskušal dokopati do Elizabetine dote, vendar je Holandski grof to preprečil. Dota je vključeval: hišo in sodstvo v Vosholu ter 500 funtov letno, večinoma za blago v bližini.
Leta 1318 je Viljemov mlajši brat Henrik postal Henrik I. Brederodski, ker je bil Dirk še mladoleten. Viljemova bogata vdova Elizabeta je Brederodske zapustila, da bi se ponovno poročila nekje blizu Kleveja. Dirk III. je bil zapuščen in je prišel pod skrbništvo Viljema III. Holandskega (1286-1337). To je morda izsilil Dirk II. in/ali grof, da bi obdržali nadzor nad nasledstvom Elizabete in morda Henrika. Zaradi skrbništva je Dirk III. odraščal z bodočim Viljemom IV. Holandskim. To je tudi pomenilo, da je Dirk preživel veliko časa v Monsu v grofiji Hainaut, običajnem prebivališču grofov Hainaut in Nizozemske.

### Zgodnja kariera
Leta 1333 je grof Viljem III. obljubil Dirku, da bo Dirk III. podedoval Brederode in vse, kar je povezano, če bo Dirkov stric gospod Henrik I. gospod Brederodski umrl brez zakonitih potomcev. Izjeme so bile morebitna dota Henrikove žene Izabele, gospostva Aelbrechtsberg in Tetterode ter številna ozemlja v Južni Holandiji, ki bi jih grof nato obdržal zase. To je bila usluga grofa, saj so fevde lahko podedovali drugi sorodniki razen sinov ali pa tudi ne. V slednjem primeru se je vse vrnilo grofu kot fevadalnemu gospodu, če ni bilo sina. V takem primeru je bilo običajno, da je fevdalec za določeno ceno dovolil dedovanje po drugih sorodnikih, toda za Henrikovo dedovanje je bil bližji sorodnik tudi njegov mlajši brat po imenu Dirk (ok. 1307-1346, poročen z Marijo Burensko).
Obljuba o nasledstvu Brederodeja je verjetno pomagala Dirku, da se je približno leta 1334 poročil z Beatriso Heinsberško in Valkenburško. Kasneje vrednost te bodoče dediščine ni bila več tako visoka, saj je bila leta 1337 zastavljena Janezu I. Polanskemu.
Dirk je medtem nadaljeval kariero v bližini (bodočega) Viljema IV. Holandskega. V letih 1336-1337 se mu je pridružil na litovski križarski vojni, ki jo je ponovil v letih 1344-1345. Aprila 1340 je Dirk III. dobil obljubo, da ga bo njegov najstarejši sin nadomestil kot dedič, če bo umrl pred Henrikovo smrtjo. Septembra 1340 je 'vitez' Dirk III. od grofa kupil gospostvo Naaldwijk za čas njegovega (Dirkovega) življenja. Leta 1342 je od grofa dobil pravice do lova na zajce warande na brederodskem zemljišču.

### Gospod Brederodski
Kdaj je Dirk III. postal gospod Brederodski ni znano. Listina iz septembra 1344 ima med podpisniki tako Henrika kot Dirka III. 'Gospod Henrik, Gospod Bredenroeski' se pojavi na tretjem mestu, takoj za Viljemom Duvenvoordskim in pred Janezom Polanenskim, gospodom iz Leka. 'Gospod Diderikvan Breederodski' je sedmi. Junija 1345 se Dirk še vedno omenja zgolj kot Dirk Brederodski, ne kot 'gospod', kot so bili drugi gospodje. Ta vzorec se je nato nadaljeval. Marca 1351 se je Dirk III. celo imenoval "gospodar Voshola" (del dote njegove matere).

Številni zgodovinarji trdijo, da je bil Hendrik iz Brederoda ubit v bitki pri Warnsu septembra 1345.  To je priročno, ker pojasnjuje njegovo odsotnost od leta 1345 do 1351, vendar ga dolg seznam ubitih pri Stavernu  ne omenja.

### Vojna trnka in trske
Leta 1350/51, med vojno trnka in trske, je bil Dirk vodja frakcije trnka, ki je podpirala Margareto Bavarsko proti njenemu sinu Viljemu Bavarskem.
Dne 4. julija 1351 je bil 'Dyrc van Bredenroede' ujet med bitko pri Zwartewaalu (imenovana tudi bitka na Meuse). Takrat je grad Brederode še branil njegov kaštelan.
Pogodba z dne 23. oktobra 1351 ureja predajo gradu Brederode grofu Viljemu. V njem se je grof zdravil z »gospodom Brederodskim« in njegovim kastelanom Harmanom Buschenskim. Grad Brederode se je predal. Harmanu in garnizonu je bilo dovoljeno oditi s polovico svojega imetja. Gospod Brederodski se je pomiril z grofom. Njegova posest je bila do nadaljnjega zaplenjena in upravljana s strani grofa imenovanega zemljiškega agenta, ki naj bi iz tega plačal Brederodejeve dolgove. Dirk je dobil "preživnino" v višini 350 funtov na leto, plačano v naturalijah. Iz pisma z dne 27. septembra 1350 je zgodovinar Van Wijn sklepal, da je bil Dirk III. v tem času 'gospod Brederodski', vendar kot je prikazano zgoraj, je to zelo malo verjetno.
Dirk je bil julija 1354 ujetnik Gerarda III. Heemskerškega na gradu Heemskerk, takrat znanem kot grad Marquette. Vendar, ko je bil boj med grofom Viljemom in Margareto končan s pogodbo, je Dirk III. dobil svoje imetje nazaj. 8. decembra 1354 je grof Viljem ukazal, da mora Dirk III. Bredorodski dobiti nazaj vso posest, ki jo je imel pred začetkom vojne.
Leta 1365 je Dirk III. posestnik gospoščine Giessenburga in zgradil grad Giessenburg zahodno od vasi Giessenburg v Alblasserwaardu. Istega leta je vojvoda Albreht Bavarski regent  Holandije dovolil upravnikom Overwaarda, da izkopljejo vodno pot skozi zahodni del Alblasserwaarda. Ustanovil je "Vodni odbor v Alblasserwaardu", ki je imel pravico imenovati nadzornika nasipa. Izkopane so bile nove vodne poti in zgrajene zapornice. Tajništvo vodnega odbora je bilo nastanjeno v gradu Giessenburg, kjer so tudi potekali sestanki. Inšpekcija / pregled nasipov, vodnih poti in zapornic se je prav tako začela iz Giessenburga (3x letno v Overwaardu).

## Družina in potomci
Dirk III. se je okrog leta 1334 poročil z Beatriso Heinsberško in Valkenburško, hčerko Reinalda I. Valkenburškega. Imela sta vsaj štiri otroke:
- Reinald I., 6. gospodar Brederodski, (1336–1390).
- Walraven Brederodski, (1338/1340 – 17. avgust 1369)
- Dirk Brederodski, vitez, (1340/1342 – 1387)
- Viljem Brederodski, lastnik gospostva Waalwyck (1346–1390)